# Joachim Sprink
Joachim Sprink ist ein deutscher Wirtschaftswissenschaftler und Professor an der Dualen Hochschule Baden-Württemberg in Ravensburg.

## Leben
Seiner Promotion im Jahr 1986 mit der Dissertation Der Staat als Sanierer von Großunternehmen folgte eine Tätigkeit als Mitarbeiter des Generalsekretariats, Abteilung Volkswirtschaft und Marktforschung der Dresdner Bank AG in Frankfurt a. M.
Sprink unterrichtet Betriebswirtschaftslehre mit den Schwerpunkten Bank und Finanzdienstleistungen an der früheren Berufsakademie Ravensburg und nunmehrigen DHBW Ravensburg. Überdies ist er Studiengangsleiter BWL-Bank und BWL-Finanzdienstleistungen an der DHBW Ravensburg.
Seine Forschungsschwerpunkte sind Volkswirtschaft, Finanzierung, Finanzmanagement und internationale Wirtschaft. Ein besonderer Schwerpunkt liegt in der Schuldenkrise und Krisen in Unternehmen.
Sprink sieht Internet-Start-ups und Spezialbanken durch ihren Fokus auf einzelne Sparten, zum Beispiel Kontoführung oder Vermögensverwaltung, als eine harte Konkurrenz für Universalbanken. Er ordnet Unternehmensgründungen als Grundlage wirtschaftlichen Wachstums ein.
Von 2000 bis 2012 und von 2017 bis 2021 war Sprink zudem Geschäftsführer des Vereins Förderer und Alumni der DHBW Ravensburg (VFA).

## Veröffentlichungen
- Der Staat als Sanierer von Großunternehmen. Idstein 1986. Schulz-Kirchner-Verlag. Zugl.: Dortmund, Univ., Diss., 1986, ISBN 978-3-925196-20-1.
- Die Verschuldung der Entwicklungsländer: Entstehung, Konsequenzen, Lösungsmöglichkeiten. 1990. Mit Horst Gischer. Dortmunder Diskussionsbeiträge zur Wirtschaftspolitik; Nr. 46.
- Die internationale Schuldenkrise: Bestandsaufnahme und Ausblick. 1991. Mit Horst Gischer. In: Kredit und Kapital, Bd. 24, 1991, Nr. 1: 107–137.
- Monetäre Außenwirtschaftslehre: Eine praxisorientierte Einführung. 1996. Kohlhammer Verlag. Mit Herbert Sperber. ISBN 3-17-013769-7.
- Finanzmanagement internationaler Unternehmen. 1999. Kohlhammer Verlag. Mit Herbert Sperber. ISBN 3-17-014459-6.
- Finanzierung. 2000. Kohlhammer Verlag. ISBN 978-3-17-016458-1.
- Einführung in das Börsen- und Wertpapiergeschäft. 2008. Oldenbourg. ISBN 978-3-486-58513-1.
- Einführung in das Portfoliomanagement. 2009. Oldenbourg. ISBN 978-3-486-58514-8.
- Makroökonomik, Geld und Währung. 2009. Physica-Verlag. Mit Werner Rothengatter, Axel Schaffer. ISBN 978-3-7908-2096-6.
- Lexikon der Volkswirtschaft - Über 2200 Begriffe für Studium und Praxis. 3. Aufl. 2009. Beck-Wirtschaftstexte im dtv. Mit Michael Hohlstein, Barbara Pflug-Hohlstein, Herbert Sperber. ISBN 978-3-406-57825-0.
- Internationale Wirtschaft und Finanzen. 2. Aufl. 2012. De Gruyter Oldenbourg. Mit Herbert Sperber. ISBN 978-3-486-71643-6.